# Cheyenne (película)
Cheyenne es una película del género wéstern de 1996, dirigida por Dimitri Logothetis, escrita por Frederick Bailey, musicalizada por Joel Hirschhorn, a cargo de la fotografía estuvo Nicholas Josef von Sternberg y los protagonistas son Gary Hudson, Bobbie Phillips, Bo Svenson y M.C. Hammer, entre otros. El filme se estrenó el 15 de octubre de 1996.

## Sinopsis
Esta aventura del oeste muestra a Bobbie Phillips como la atractiva e intensa Cheyenne, una mujer que escapa de la ley luego de dispararle a su esposo adúltero y huir con su plata.